# AT規格
AT（Advanced Technology）規格是一種主機板規格，在1984年由IBM制定，常見於80年代至90年代。現在，已經被淘汰，於1990年代中期被ATX規格取代。
標準的AT主機板長12英吋，寬11至13英吋（305毫米x 279-330毫米）。

## 歷史

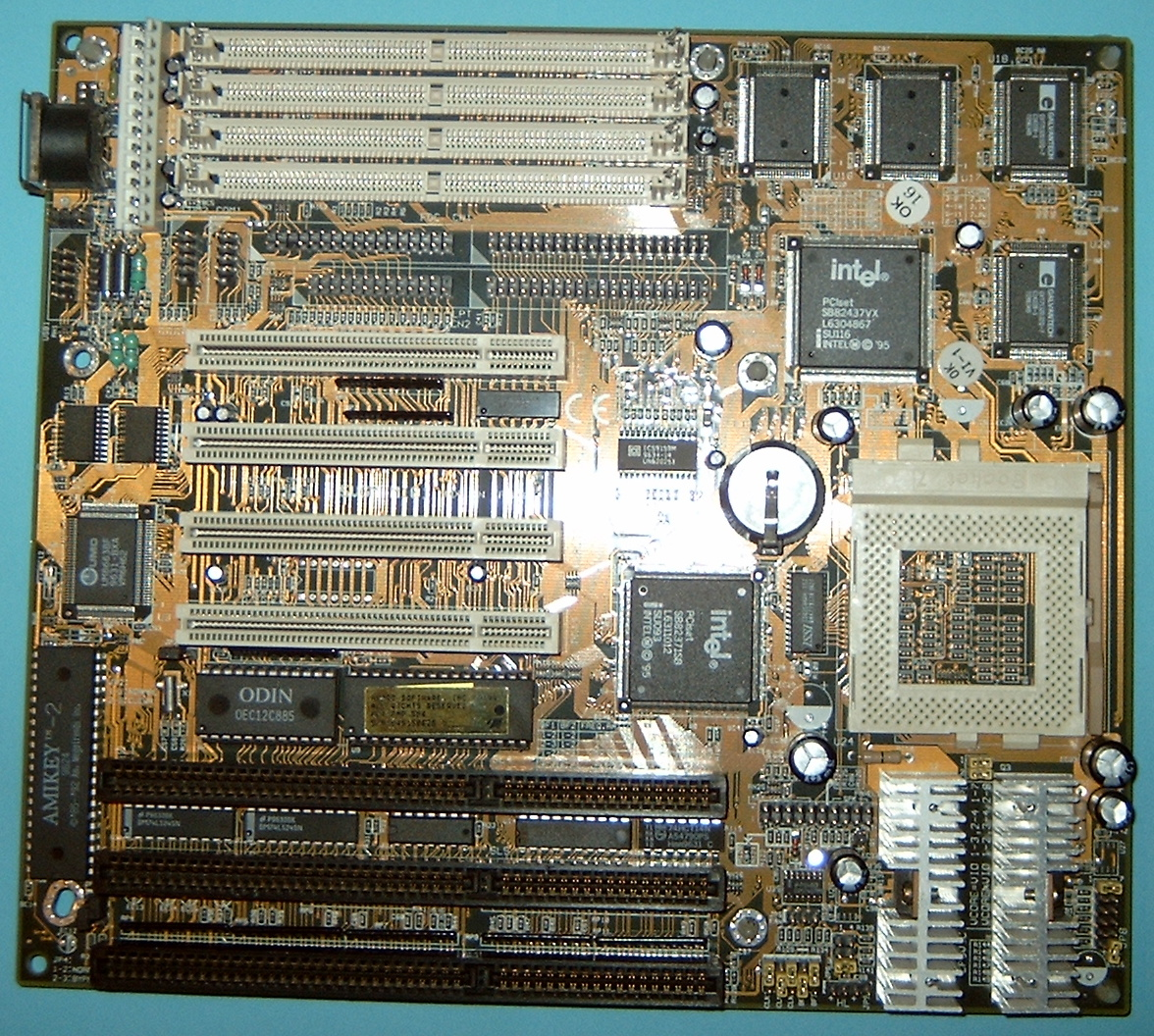
Socket 7 AT主機板

在IBM兼容個人電腦的範疇上，AT規格意即為IBM AT電腦主機板的外形尺寸和佈局（規格）。就像在它之前推出的IBM PC和IBM XT，許多第三方生產商生產兼容IBM AT規格的主機板，使終端用戶能夠更快的升級自己的電腦。後來，IBM AT規格在家用電腦市場蓬勃的1980年代成為一個受廣泛參考的設計，與IBM類似的產品開始使用兼容的設計，以有助於其受歡迎程度。
1985年，IBM推出尺寸較小的Baby-AT規格，功能上和AT一樣，目標是要取代AT主機板。所以，在1990年代，許多電腦也使用AT及其變種規格。不過，約從1997年開始，AT規格基本上已被ATX取代。

## 變異規格

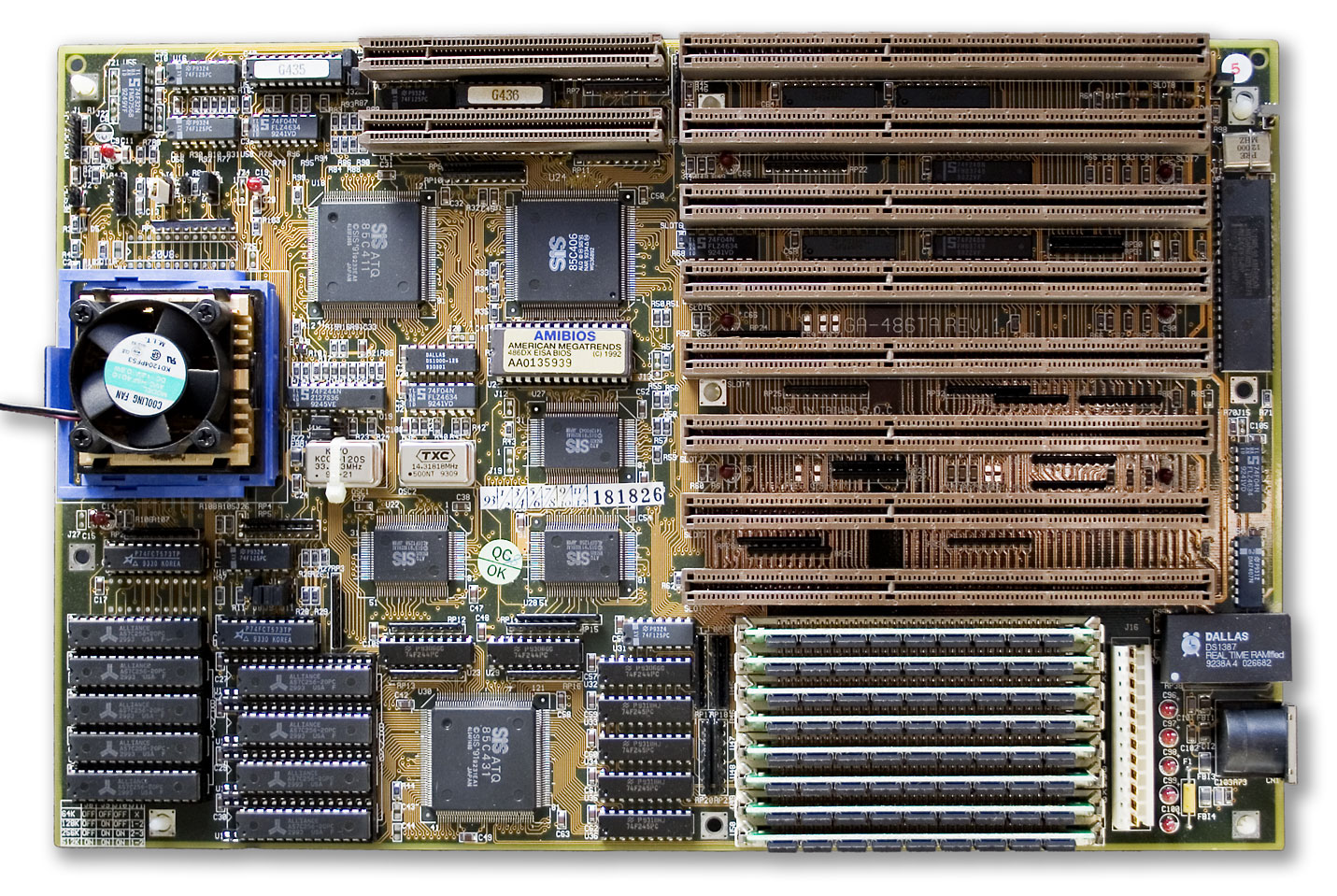
Baby AT主機板

### Baby AT
1985年，IBM推出Baby AT。不久之後，所有電腦製造商丟棄AT而去使用更便宜、更小的Baby AT於286至Pentium處理器的電腦上。這些主機板有和AT規格相類似的安裝孔位置和位置相同的八個卡插槽，但比過去稍微窄和短兩寸（51毫米）。這些Baby AT主機板的大小（220x330毫米）和高靈活性，是這一規格的成功關鍵。雖然它現在已經過時，某些電腦現在仍在使用它，而且大部份現代的電腦機箱一般都可以兼容Baby AT。

### ATX
1995年，英特爾推出ATX規格，以逐步取代Baby AT主機板。在1990年代末，絕大部份主機板都屬於Baby AT或ATX。當時，許多主機板製造商仍繼續主力出產Baby AT，因為許多電腦機箱和電源供應器仍然兼容AT主機板而非ATX主機板。此外，由於ATX主機板缺乏第八條插槽，它通常被用於某些伺服器上。後來，業界適應ATX規格，設計共同支持Baby AT和ATX主機板的機箱和電源供應器變得普遍。此後，ATX規格成為主流。